# Харьковский вагоноремонтный завод (коммунальное предприятие)
Харьковский вагоноремонтный завод (ХВРЗ) — коммунальное предприятие города Харькова, ремонтировавшее трамвайные вагоны и троллейбусные машины для нужд ХКП «Горэлектротранс».

Проходная завода на ул. М.Гвардии

## История
22 ноября 2006 года депутаты Харьковского горсовета приняли решение о создании на базе закрытого Коминтерновского трамвайного депо КП «Харьковский вагоноремонтный завод». Завод был создан для осуществления капитального ремонта и реконструкции подвижного состава электротранспорта с целью увеличения его технического ресурса и межремонтного пробега. Кроме того, капитальный ремонт был признан экономически целесообразным: 8 мая 2007 года мэр Харькова М. М. Добкин сообщил, что реконструкция заводом одного трамвайного вагона требует в три раза меньше денежных средств, чем приобретение новой единицы подвижного состава.
Кроме того, на заводе предполагалось собирать троллейбусы (в октябре 2007 года из комплектующих днепропетровского завода "Южмаш" и российского производства завод изготовил один троллейбус "Дніпро", который передали в эксплуатацию харьковскому ХКП "Горэлектротранс"), однако эти планы не были реализованы.
В 2009 году производственные мощности предприятия обеспечивали техническую возможность ремонта 36 единиц подвижного состава в год (однако в условиях экономического кризиса положение завода осложнилось и мощности были задействованы не в полном объёме) (помимо трамвайных вагонов, завод способен осуществлять ремонт троллейбусов и автобусов). Помимо ремонта харьковского общественного транспорта, завод выполняет заказы по ремонту транспорта для других городов и регионов Украины (в том числе, для Донецка, Киева, Кировограда и Одессы).
В феврале 2009 года завод разработал модернизированный вариант трамвайного вагона Tatra T3 производства Чехословакии (самого массового типа трамвайных вагонов на территории Украины) - трамвайный вагон Т-3ВПА. В связи с недостаточным финансированием, до конца ноября 2012 года завод выпустил только четыре новых вагона, а основным направлением деятельности предприятия являлся ремонт трамваев (всего за первые шесть лет деятельности завод выполнил ремонт 100 трамвайных вагонов (60 капитальных ремонтов и 40 текущих ремонтов).
26 сентября 2012 года Харьковский городской совет предоставил заводу льготу, освободив от уплаты земельного налога за 2012 год в размере 99% от суммы, поступающей в бюджет Харькова (высвобожденные средства должны были быть направлены на текущие эксплуатационные расходы, приобретение материалов, оборудования и запчастей для ремонта спецтехники и парка наземного электрического транспорта).
В 2013 году завод отремонтировал 7 трамвайных вагонов "Татра" для Харькова и 4 трамвайных вагона для других городов Украины.
26 февраля 2014 КП «Харьковский вагоноремонтный завод» было ликвидировано путём присоединения к КП "Салтовское трамвайное депо".